# Wahnsinn (1919)
Wahnsinn ist ein deutsches Stummfilmdrama, das Conrad Veidt 1919 nach einem Drehbuch von Margarete Lindau-Schulz und Hermann Fellner im Zoo-Atelier Berlin für seine eigene Produktionsfirma Veidt-Film Berlin realisierte. Vorlage war eine Erzählung des Autors Kurt Münzer, welcher literaturgeschichtlich dem Magischen Realismus zuzuordnen ist.

## Hintergrund
Veidt selbst spielte den Bankier Lorenzen, außerdem wirkten Reinhold Schünzel, Gussy Holl und die Tänzerin Grit Hegesa mit. Carl Hoffmann fotografierte die unheimliche Handlung. Möglicherweise war es auch Karl Freund. Die Filmbauten schuf Willi A. Herrmann.
Der Film wurde mit erheblichem künstlerischem Werbeaufwand angekündigt und erlebte seine Uraufführung in Berlin am 15. Oktober 1919 im repräsentativen Lichtspielpalast Marmorhaus am Kurfürstendamm.
Wahnsinn lag zweimal der Zensur vor: Die Polizei in Berlin erteilte 1919 unter der Nr. 43–414 dem 5 Akte und 1662 Meter langen Streifen Jugendverbot. Auch die Reichs-Filmzensur hielt 1921 unter der Nr. 4281 gegenüber der Verleihfirma Uckerfilm Berlin das Jugendverbot trotz der Kürzung auf 1482 Meter aufrecht.
Der Film, der noch vor Das Cabinet des Dr. Caligari (Uraufführung am 27. Februar 1920) herauskam, gilt heute als verschollen.

## Handlung
Der Bankier Lorenzen erfährt, dass seine Geliebte Marion und sein Prokurist Jörges ihn betrügen. Er erleidet einen Nervenzusammenbruch, und sein Arzt rät ihm, auf Reisen zu gehen, damit er auf andere Gedanken komme. Eine Zigeunerin, der er unterwegs begegnet, weissagt ihm, er werde eine Truhe finden, die ihm das höchste Glück, aber auch den Tod bringen werde. Wie im Wahn sucht er nach der Truhe. In seinen Visionen erscheint sie ihm, zusammen mit einem schönen jungen Mädchen. In einem Trödelladen findet er tatsächlich die Truhe, die sich aber nicht öffnen lässt. Von einem jungen Händler, der die Züge des Mädchens aus den Visionen trägt, erwirbt er einen geheimnisvollen Schlüssel, mit welchem es ihm, als er wieder daheim ist, gelingt, die Truhe zu öffnen. Marion, die von Jörges zur Prostitution gezwungen wurde, kommt zurück zu Lorenzen, aber der erkennt sie in seinem Wahn nicht mehr. Jörges ist hinter Marion her und sperrt Lorenzen, um ihn auszuschalten, in die Truhe. Das Schloss schnappt zu und ist nicht mehr zu öffnen, so dass Lorenzen erstickt. Die Prophezeiung der Zigeunerin hat sich erfüllt.

## Kritik
Eine ganz im Stile des Expressionismus abgefasste Beschreibung veröffentlichte die Erste Internationale Film-Zeitung (Berlin) am 11. Oktober 1919 im Band 13, No. 40, auf S. 50–51.
Der Film wurde außerdem in der Morgenausgabe des Berliner Tageblatts, Band 48, Nummer 494 vom 19. Oktober 1919 (Verfasser anonym), im Film-Kurier (Berlin) Band 1, Nummer 116 vom 19. Oktober 1919, S. 1 von J. Brandt, und in Der Film (Berlin) Band 4, Nummer 42, ebenfalls vom 19. Oktober 1919 auf den Seiten 46 und 54 von Fritz Podehl besprochen.